# Phaneroptera okinawensis
Phaneroptera okinawensis är en insektsart som beskrevs av Ichikawa 2001. Phaneroptera okinawensis ingår i släktet Phaneroptera och familjen vårtbitare. Inga underarter finns listade i Catalogue of Life.